# Saint-Paul Sports Rugby
Maillots
Actualités
Le Saint-Paul Sports Rugby est un club français de rugby à XV basé à Saint-Paul-lès-Dax (Landes), et créé en 1909.
Il évolue en Fédérale 2 pendant la saison 2023-2024.

## Histoire

### Les débuts du club
Club de la banlieue de Dax, le club est fondé une première fois en 1909. Mis en sommeil avant l'ouverture de la Première Guerre mondiale, le club ne se restructure pas après la fin du conflit, les joueurs locaux pratiquant alors leur sport au sein de l'Union sportive dacquoise.
Il renaît sous le nom de Saint-Paul-lès-Dax olympique (SPDO) en 1930, le rugby étant une des sections de ce club omnisports. En 1951, le club adopte le rugby à XIII avant de revenir à XV en 1955. Cette année-là, le nom définitif est adopté, Saint-Paul Sports (SPS).

### De la troisième série à la première division
Saint-Paul connaît ensuite une ascension fulgurante puisque après avoir obtenu le titre de champion de France de troisième série en 1972 puis de première série en 1979, il accède ensuite à la troisième division en 1981 puis la deuxième division l'annee suivante.
Il obtient ses meilleurs résultats dans les années 1990. Il accède à la première division groupe B en 1992, puis au groupe B1 en 1993, et enfin à l’élite, le groupe A, en 1994.
Le 5 juin 1994 au stade du Sélery à Colomiers devant 7 000 spectateurs, Saint-Paul s’incline d'un point 22-21 en finale contre le RC Châteaurenard.
Composition de l'équipe vice-championne
1‌5. Patrick Pourrut
14. Denis Couloudou 13. Frédéric Leloir 12. Alain Saussez 11. Xavier Favaro
10. Hervé Labat 9. Thierry Pascouau
7. Éric Michaux 8. Philippe Larrieu 6. Vincent Cazeaux (cap.)
5. Pierre Cazeaux 4. Jean-Pierre Laborde puis (Frédéric Justes)
3. Didier Lafitte 2. Pierre-Yves Lotte 1. Guy Postis
Lors de cette saison 1994-1995, le club rencontre le gratin du rugby français (Castres, Brive, Montferrand, Bourgoin, etc.), mais redescend aussitôt malgré la présence d'Hervé Labat, un
des buteurs les plus prolifiques de sa génération.
Le club joue ensuite deux saisons en groupe A2 puis redescend à l'étage inférieur après un match de barrage perdu contre Lombez Samatan 23-17.
Le club a par la suite passé de nombreuses années au plus haut niveau amateur français (Nationale 1, puis Fédérale 1), se qualifiant pour les phases finales plusieurs années consécutives, aussi bien en équipe 1 qu'en équipe B (2 fois finalistes Nationale B et Fédérale B en 2002 et 2005).

### En divisions fédérales
À la suite du resserrement de l'élite professionnelle provoquant la descente de nombreuses équipes de haut niveau d'une part, et le départ d'une génération dorée d'autre part (nombreux internationaux amateurs: Espatolero, Bèguery, Boueilh, etc.), le SPS est descendu successivement en Fédérale 2 (2008) puis Fédérale 3 (2009).
Depuis 2009, avec la reprise en main du club par le président et ancien joueur Pierre Cazeaux, le SPS reconstruit et restructure le club.
De l'école de rugby aux séniors, le SPS voit ses équipes renouer avec le succès, avec le retour de plusieurs anciens au club, sur et en dehors du terrain, par la formation de ses éducateurs et le soutien du club des supporters présidé par la dynamique Bernadette Holvoet.
Lors de la saison 2010-2011, les deux équipes séniors du SPS se qualifient pour les phases finales du championnat de France.
L'équipe 1, première de poule, s'incline au premier tour contre Navarrenx, à la différence de points, s'étant incliné 17-12 à Navarrenx, et l'emportant seulement par 6 à 3 au retour.
L'équipe Excellence B portera haut les couleurs "bleu et blanc" puisqu'elle réalise l'exploit de jouer 2 finales ; elle remporte ainsi la finale du Challenge de l'Espoir réserves contre Saint Cernin (Cantal) sur le score de 21 à 15 le 2 juin 2011 sur la pelouse de Lembeye. Néanmoins, le 5 juin, elle s'incline en finale du championnat de France Excellence B (F3B) à Biscarrosse sur le score de 24 à 16 contre le Rugby Club bassin d'Arcachon, équipe A bis survitaminée composée de nombreux joueurs de l'équipe première. Durant le championnat, la B saint-pauloise aura écarté de sa route des équipes telles que Saint-Cernin (32e de finale), Balma (16e), Palavas-les-Flots (8e), Malemort-Brive (quarts de finale) et Anglet (demi-finale). Cette équipe réserve, qui aura réussi à fédérer un nombreux public autour de sa mascotte SC le canard, recevra le surnom des « Barjots ».
En 2013, après avoir terminé 1ers de la poule 15, les joueurs de la B (avec pour ossature l'équipe de 2011) offrent 35 ans après un nouveau titre national au SPS, et après 5 défaites consécutives en finale du championnat de France (2 pour l'équipe première, puis 3 pour l'équipe B).
‌

## Identité visuelle

### Logo

Évolution du logo
Ancien logo.
Ancien logo abandonné en 2020.
Logo instauré en 2020.

## Palmarès

### Détail du palmarès
- Champion de France 3e Série : 1972
- Champion de France 1re Série : 1978
- Champion de Côte Basque Honneur : 1979
- Finaliste du championnat de France Troisième division : 1981
- Vainqueur du challenge de l'Essor réserves : 1986
- Vainqueur du Challenge de l'Essor : 1990
- Finaliste du championnat de France groupe B1 (deuxième niveau national) : 1994 (contre Châteaurenard)
- Finaliste du championnat de France Fédérale 1B : 2002 (défaite contre Nîmes).
- Finaliste du championnat de France Fédérale 1B : 2005 (défaite contre Millau).
- Vainqueur du Challenge de l'Espoir (réserve) : 2011
- Finaliste du championnat de France Excellence B : 2011 (défaite contre Arcachon)
- Champion de France Excellence B : 2013 (victoire contre Isle-sur-Vienne)

### Finales disputées
| Date        | Vainqueur        | Finaliste         | Score   | Lieu                       | Spectateurs |
| ----------- | ---------------- | ----------------- | ------- | -------------------------- | ----------- |
| 5 juin 1994 | RC Châteaurenard | Saint-Paul Sports | 22 - 21 | Stade du Sélery, Colomiers | 7 000       |

## Personnalités du club

### Joueurs emblématiques
Plusieurs joueurs passés par le club ont été retenus en sélection nationale :
- Thierry Lacroix, international A[7]
- Pascal Lacroix, international B[7]
- Frédéric Leloir, international B[7]
- Pierre Lupuyau, international B[7]
- Hervé Labat
- Christophe Tournier, international - 21 ans[7]
- Arnaud Siberchicot, international - 18 ans[7]
- Jérôme Hillotte, international amateur[7]
- Gilles Beguery, international amateur[7]
- Sébastien Boueilh, international amateur[7]
- Franck Espatolero, international amateur[7]
- Loic Boniface, international croate A
- Pete McTasty, international malaisien
- Paul Mathieu, international suisse A
- Matthieu Lièvremont, international A
- Cyril Cazeaux, International A
- Hugo Zabalza international -20 ans

### Entraîneurs
- Frédéric Leloir
- 2013-2017 : Laurent Diaz